# Gołe Łąki
Gołe Łąki este o arie protejată (sit de importanță comunitară — SCI) din Polonia întinsă pe o suprafață de 49,59 ha, integral pe uscat.

## Localizare
Centrul sitului Gołe Łąki este situat la coordonatele 51°59′45″N 21°43′48″E / 51.9957°N 21.7299°E.

## Înființare
Situl Gołe Łąki a fost declarat sit de importanță comunitară în octombrie 2009 pentru a proteja un număr necunoscut de specii din flora spontană și fauna sălbatică aflate în arealul zonei.

## Biodiversitate
Situată în ecoregiunea continentală, aria protejată conține 2 habitate naturale: Mlaștini turboase de tranziție și turbării mișcătoare, Mlaștini împădurite.
La baza desemnării sitului se află un număr nedeclarat de specii protejate.